# Eupelmus tibicinis
Eupelmus tibicinis är en stekelart som beskrevs av Boucek 1963. Eupelmus tibicinis ingår i släktet Eupelmus och familjen hoppglanssteklar.
Artens utbredningsområde är:
- Azerbajdzjan.
- Moldavien.
- Kroatien.

Inga underarter finns listade i Catalogue of Life.